# Taubenturm Château de Malesherbes

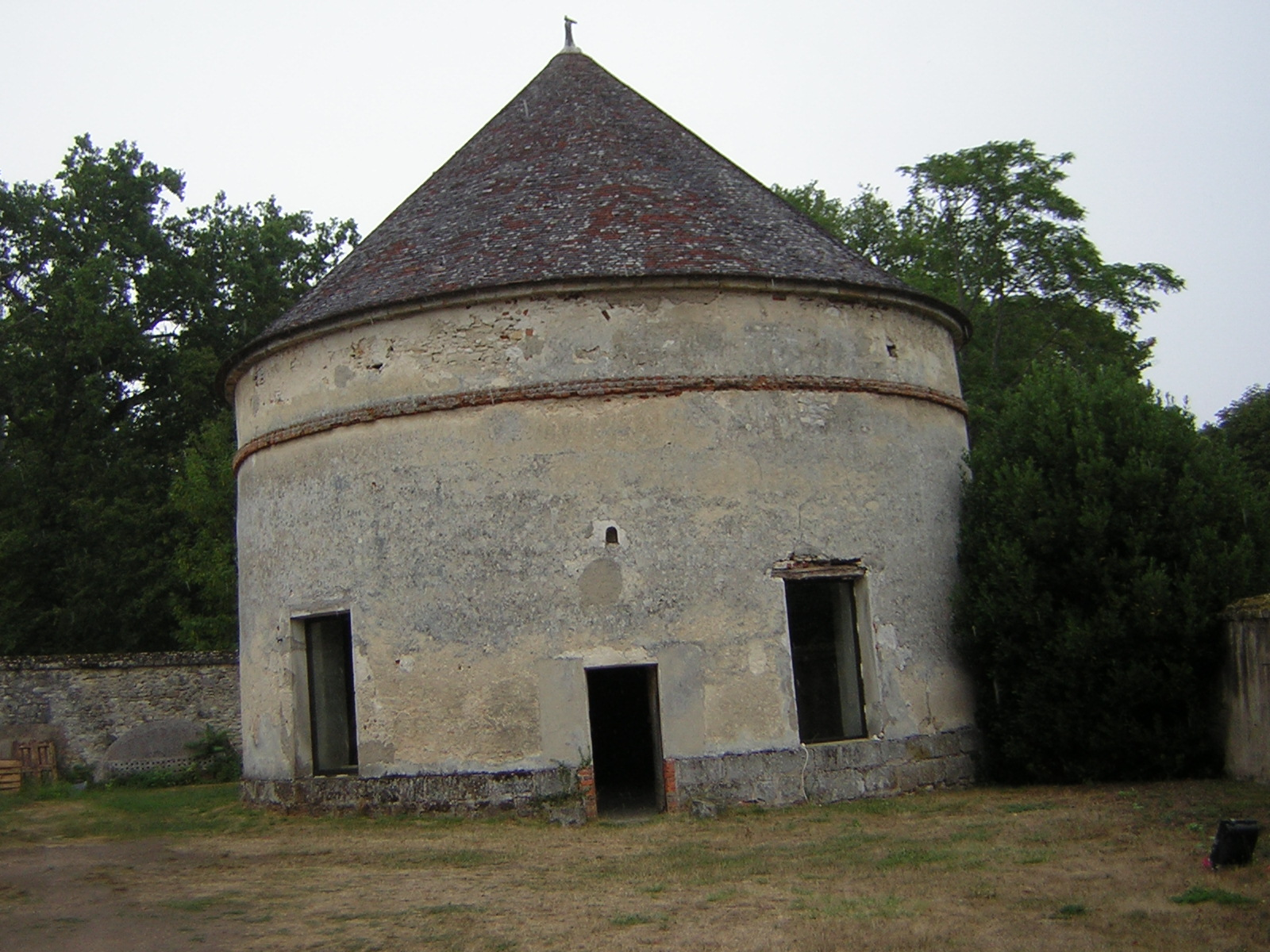
Taubenturm in Malesherbes

Der Taubenturm (französisch colombier oder pigeonnier) des Château de Malesherbes in Malesherbes, Ortsteil der französischen Gemeinde Le Malesherbois im Département Loiret in der Region Centre-Val de Loire, wurde im 17./18. Jahrhundert errichtet. Der Taubenturm steht seit 1965 als Teil des Schlosses als Monument historique auf der Liste der Baudenkmäler in Frankreich.
Der runde Turm aus Bruchsteinmauerwerk mit Kegeldach soll der größte Taubenturm in Frankreich sein, mit ursprünglich circa 8000 Tauben.